# Peperomia ocoana
Peperomia ocoana är en pepparväxtart som beskrevs av Erik Leonard Ekman och William Trelease. Peperomia ocoana ingår i släktet peperomior, och familjen pepparväxter. Inga underarter finns listade i Catalogue of Life.